# Edizioni della Coppa Stanley Rous

## Risultati e palmarès della Coppa Stanley Rous (1985-1989)

### 1985
| Sabato 25 maggio 1985 | Scozia | 1 – 0 | Inghilterra | Glasgow, Hampden Park |
| Sabato 25 maggio 1985 | Gough  |       |             | Glasgow, Hampden Park |

### 1986
| Domenica 25 maggio 1986 | Inghilterra    | 2 – 1 | Scozia  | Londra, Stadio di Wembley |
| Domenica 25 maggio 1986 | Butcher Hoddle |       | Souness | Londra, Stadio di Wembley |

### 1987 (ospite: Brasile)
| Martedì 19 maggio 1987 | Inghilterra | 1 – 1 | Brasile    | Londra, Stadio di Wembley |
| Martedì 19 maggio 1987 | Lineker     |       | Mirandinha | Londra, Stadio di Wembley |

| Sabato 23 maggio 1987 | Scozia | 0 – 0 | Inghilterra | Glasgow, Hampden Park |
| Sabato 23 maggio 1987 |        |       |             | Glasgow, Hampden Park |

| Martedì 26 maggio 1987 | Scozia | 0 – 2     | Brasile | Glasgow, Hampden Park |
| Martedì 26 maggio 1987 |        | Raí Valdo |         | Glasgow, Hampden Park |

#### Classifica
|  | Squadra     | P.ti | V | P | S | GF | GS | DR |
|  | ----------- | ---- | - | - | - | -- | -- | -- |
|  | Brasile     | 3    | 1 | 1 | 0 | 3  | 1  | +2 |
|  | Inghilterra | 2    | 0 | 2 | 0 | 1  | 1  | 0  |
|  | Scozia      | 1    | 0 | 1 | 1 | 0  | 2  | -2 |
|  |             |      |   |   |   |    |    |    |

### 1988 (ospite: Colombia)
| Martedì 17 maggio 1988 | Scozia | 0 – 0 | Colombia | Glasgow, Hampden Park |
| Martedì 17 maggio 1988 |        |       |          | Glasgow, Hampden Park |

| Sabato 21 maggio 1988 | Inghilterra | 1 – 0 | Scozia | Londra, Stadio di Wembley |
| Sabato 21 maggio 1988 | Beardsley   |       |        | Londra, Stadio di Wembley |

| Martedì 24 maggio 1988 | Inghilterra | 1 – 1 | Colombia | Londra, Stadio di Wembley |
| Martedì 24 maggio 1988 | Lineker     |       | Escobar  | Londra, Stadio di Wembley |

#### Classifica
|  | Squadra     | P.ti | V | P | S | GF | GS | DR |
|  | ----------- | ---- | - | - | - | -- | -- | -- |
|  | Inghilterra | 3    | 1 | 1 | 0 | 2  | 1  | +1 |
|  | Colombia    | 2    | 0 | 2 | 0 | 1  | 1  | 0  |
|  | Scozia      | 1    | 0 | 1 | 1 | 0  | 1  | -1 |
|  |             |      |   |   |   |    |    |    |

### 1989 (ospite: Cile)
| Mercoledì 17 maggio 1989 | Inghilterra | 0 – 0 | Cile | Londra, Stadio di Wembley |
| Mercoledì 17 maggio 1989 |             |       |      | Londra, Stadio di Wembley |

| Sabato 27 maggio 1989 | Scozia | 0 – 2       | Inghilterra | Glasgow, Hampden Park |
| Sabato 27 maggio 1989 |        | Waddle Bull |             | Glasgow, Hampden Park |

| Martedì 30 maggio 1989 | Scozia          | 2 – 0 | Cile | Glasgow, Hampden Park |
| Martedì 30 maggio 1989 | McInally McLeod |       |      | Glasgow, Hampden Park |

#### Classifica
|  | Squadra     | P.ti | V | P | S | GF | GS | DR |
|  | ----------- | ---- | - | - | - | -- | -- | -- |
|  | Inghilterra | 3    | 1 | 1 | 0 | 2  | 0  | +2 |
|  | Scozia      | 2    | 1 | 0 | 2 | 2  | 2  | 0  |
|  | Cile        | 1    | 0 | 1 | 1 | 0  | 2  | -2 |
|  |             |      |   |   |   |    |    |    |